# Rozhyshche
Rozhyshche (em ucraniano:  Рожи́ще, em polonês/polaco:  Rożyszcze, em iídiche:  ראזשישטש Rozhishch) é uma cidade da Ucrânia, situada no Oblast de Volínia. Tem 10 km² de área e sua população em 2020 foi estimada em 12.710 habitantes.